# Tircine
Tircine (em árabe: تيرسين) é uma comuna localizada na província de Saïda, Argélia. De acordo com o censo de 2008, a população total da cidade era de 7 377 habitantes.